# Берлинска стена
Берлинската стена (на немски: Berliner Mauer) e строго охранявана бетонна стена, разделяща западната част на град Берлин както от източната част на града, така и от цялата територия на Германската демократична република през периода на Студената война. Тя служи за държавна граница между ГДР и Западен Берлин от 13 август 1961 до 9 ноември 1989 г. 
Берлинската стена става един от най-известните символи на Студената война. При опит да преминат стената загиват между 136 и 245 граждани на ГДР, бягащи на Запад.

## Построяване на Берлинската стена
След Втората световна война Берлин е поделен между страните победителки (СССР, САЩ, Великобритания и Франция) на 4 окупационни зони. Източната зона, контролирана от съветските войски, впоследствие става столица на Германската демократична република. В 3-те западни зони контролът е осъществяван съответно от окупационните власти на САЩ, Великобритания и Франция.
Отсъствието на физическа граница между зоните довежда до конфликт и масово преминаване на специалисти и граждани от Източен Берлин във ФРГ. На 13 август 1961 г., в период на усилено противопоставяне и изостряне на отношенията между СССР и САЩ, започва строителството на стената. Заповедта за нейното изграждане е подписана от Валтер Улбрихт. Фактически това е нарушение на следвоенното споразумение на страните победителки, съгласно което Великобритания, Съветският съюз, Съединените щати и Франция имат равни права относно управлението на целия Берлин.
Строителството и преоборудването на стената продължава от 1962 до 1975 година. Напълно построената стена се е състояла от 45 хиляди бетонни блокове 3,6 на 1,5 метра, със заоблен връх, чиято цел е да затруднява опитите за бягство. Въпреки това над 5 хиляди души успяват да избягат на Запад. Най-известните случаи са: масовото бягство по тунел, дълъг 149 метра; полет с делтаплан, промушване между прозорците на 2 съседни апартамента.

## Падане на Берлинската стена
На 23 август 1989 г. Унгария отменя ограниченията на границата си с Австрия и голям брой бежанци от ГДР се възползват от това. През септември лидерът на ГДР Ерих Хонекер подава оставка. На 9 ноември министър-председателят на Правителството на Източна Германия Гюнтер Шабовски обявява отмяната на ограниченията за излизане от Германската демократична република. Голямо множество от източни берлинчани нахлуват в Западен Берлин. Започва демонтажът на стената от гражданството.
Само няколко секции от стената са запазени – в района на Потсдамер Плац, недалече от река Шпрее (East Side Gallery), и на Бернауер Щрасе.

## Културен аспект
Ако от „източната“ страна на Берлинската стена до самия край тя остава уродлив символ на отчуждението, то на Запад стената се превръща в място за творчество на много художници както професионалисти, така и аматьори. През 1989 г. Берлинската стена се превръща в километрова „изложба“ на графити, в това число и много от тях с висока художествена стойност.
След разрушаването на Стената фрагменти от нея бързо се превръщат в обект на търговия. Много от късовете от Берлинската стена са купени в САЩ, например в корпорацията „Майкрософт“, в щабквартирата на ЦРУ и други. На 16 май 2006 г. на София е дарен сегмент от Берлинската стена, изложен до Мемориала на жертвите на тоталитаризма.
Албумът на Пинк Флойд „Стената“ е написан до голяма степен от Роджър Уотърс по време на престоя му в групата. Шоуто се провжда в Берлин на 21 юли 1990 г., в чест на падането на Берлинската стена осем месеца по-рано. През септември 1990 г. е издаден и видеоклип от концерта. Участват Оркестърът на Съветската армия, група Скорпиънс и др. Концертът е гледан на живо от 350 000 души и излъчен на живо пред над 500 милиона души по целия свят. Провежда се на място, което седем месеца по-рано е ничия земя, заобиколена от стената между забележителните Бранденбургска врата и Потсдамер плац. Излъчван е директно по БНТ.

## Галерия
- Строежът на Берлинската стена, 20 ноември 1961 г.
- Американският президент Джон Кенеди на Берлинската стена, 26 юни 1963 г.
- Декември 1989, от 2-те страни на стената.
- Мемориал на загиналите на Берлинската стена.
- Най-известното място на Стената близо 2 десетилетия след нейното срутване – Бранденбургската врата.
- Сегмент от Берлинската стена в София.